# フォチャ地方

フォチャ地方
Фочанска регија 
Fočanska regija 
Fočanska regija

フォチャ地方（フォチャちほう、セルビア語:Фочанска регија 、ボスニア語:Fočanska regija 、クロアチア語:Fočanska regija ）はボスニア・ヘルツェゴビナ共和国の構成主体（エンティティ）のひとつであるスルプスカ共和国を構成する地方。主都はフォチャ。

## 基礎自治体
1. チャイニチェ（Čajniče）
2. フォチャ（Foča、旧称スルビニェ）
3. カリノヴィク（Kalinovik）
4. ノヴォ・ゴラジュデ（Novo Goražde、旧称スルプスコ・ゴラジュデ）
5. ルド（Rudo）
6. ヴィシェグラード（Višegrad）